# Peniocereus fosterianus
Peniocereus fosterianus är en kaktusväxtart som beskrevs av Cutak. Peniocereus fosterianus ingår i släktet Peniocereus och familjen kaktusväxter. Inga underarter finns listade i Catalogue of Life.